# Мир 2
„Мир 2“ е проект за космическа станция създаден през 1976 г. Някои от модулите построени за „Мир 2“ са пригодени и прикачени към Международната космическа станция (МКС).
Проектът претърпява множество промени, но винаги базирани на главния блок DOS-8. От своя страна той е приложени към DOS-7, използван в станция „Мир“. DOS-8 вероятно е използван за конструирането на модул „Звезда“. Конструкцията му е близка до тази на „Салют“.